# Test Tube Babies (film)
Test Tube Babies est un film d'exploitation américain indépendant, réalisé par W. Merle Connell et sorti en 1948.

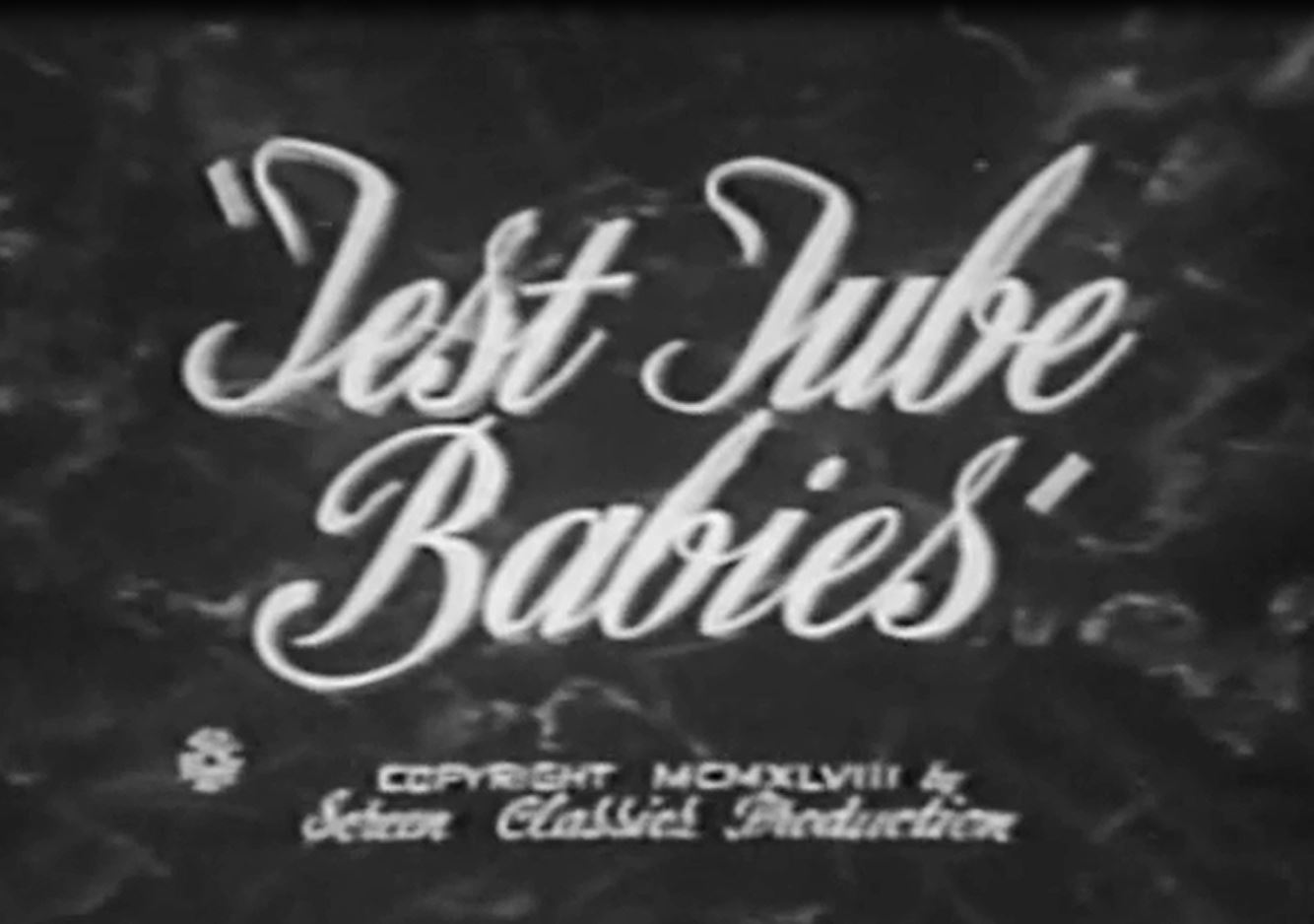
Titre extrait du générique du film.

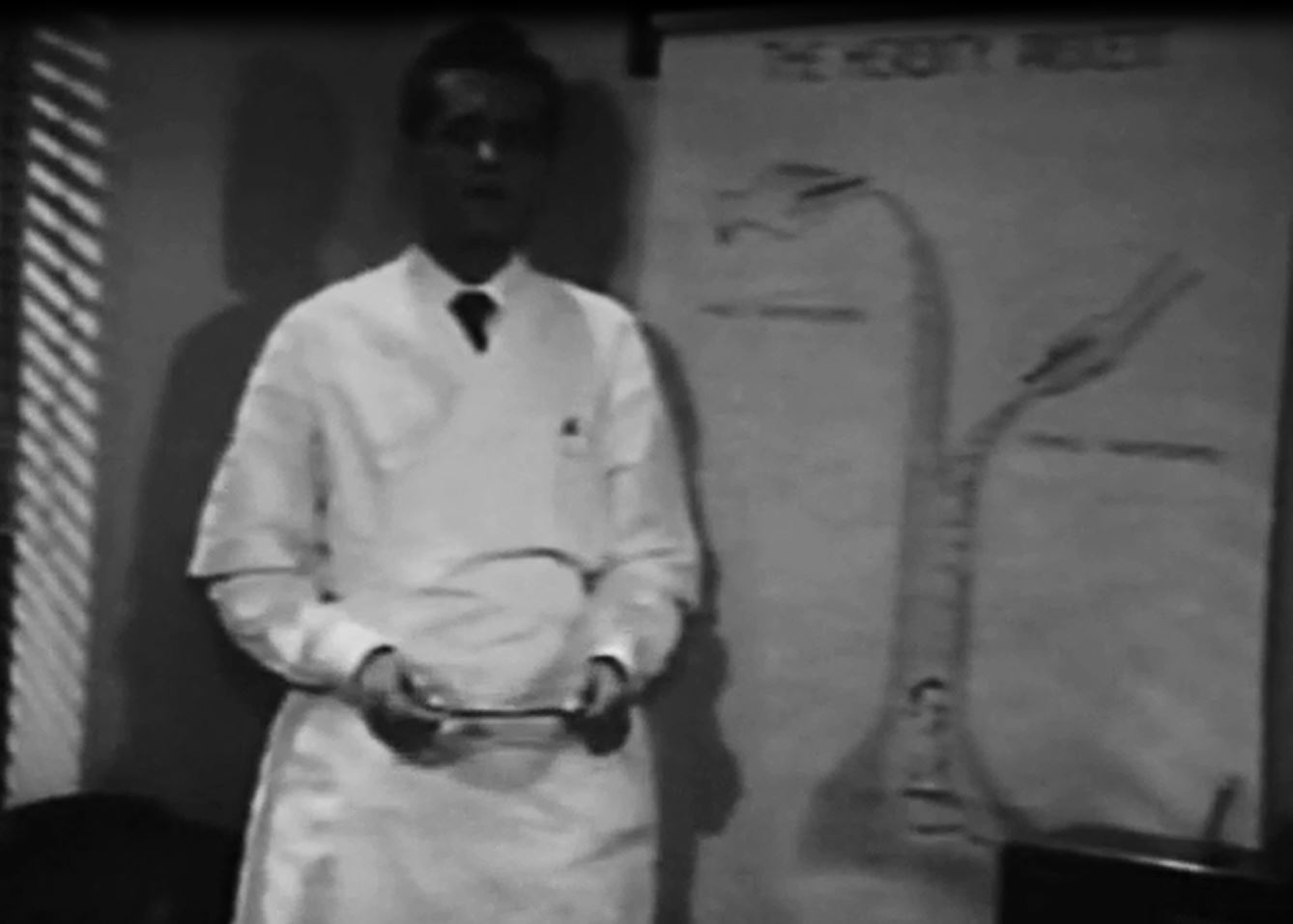
Le médecin expliquant le processus d'insémination artificielle.

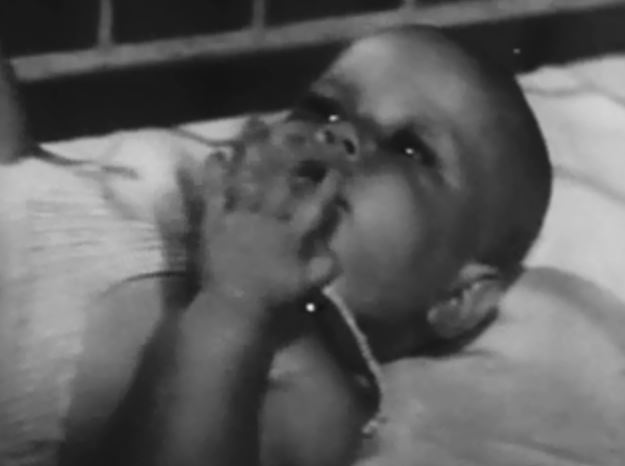
Image extraite du film.

Le sujet est l'insémination artificielle, et le film comporte des scènes de nudité. Le sujet de la procréation médicalement assistée avec donneur était considérée comme scandaleuse à l'époque. C'est un exemple de l'importance accordée à la science dans les films natalistes de l'après-guerre. Il a été présenté comme un film éducatif afin de contourner la censure du Code Hays. Le film est ressorti en 1967 avec un nouveau montage, sous le titre de The Pill.

## Synopsis
Un jeune couple marié se trouve face à des difficultés. L'épouse Cathy Bennet se retrouve dans soirées échangistes ou dans les bras d'un autre homme. Le mari George Bennet interroge sa femme au sujet du gouffre grandissant entre eux ; elle lui dit qu'elle pense qu'ils leur manque des enfants. Elle subit des tests pour savoir pourquoi elle n'a pas encore pu être enceinte. George, qui l'accompagne, est invité à se soumettre également à des tests, et il s'avère que c'est lui qui est stérile. Le médecin Dr Wright suggère l'insémination artificielle à l'aide d'un donneur de sperme. Cela s'avère couronné de succès et les Bennett entament une nouvelle et heureuse période dans leur mariage.

## Fiche technique
- Titre original : Test Tube Babies
- Réalisation : W. Merle Connell
- Scénario : Richard S. McMahan
- Producteur : George Weiss (en)
- Photographie : Irving Akers
- Montage : Nathan Cy Braunstein, Sheldon Nemeyer
- Production et distribution : 	Screen Classics
- Genre : Drame[4], exploitation[5]
- Durée : 70 minutes
- Date de sortie : 9 avril 1948

## Distribution
- Dorothy Duke : Cathy Bennett
- William Thomason : George Bennett
- Timothy Farrell : Dr. Wright
- John Michael : Frank Grover
- Peggy Roach : la mère de Cathy
- Stacey Alexander : Don Williams
- Georgie Barton: Betty Williams
- Mary Lou Reckow : Dolores LaFleur
- Bebe Berto : Jerry
- Guy Gordon : Phil
- Helen Cogan : Grace
- Gine Franklin : Ralph
- Zona Siggins : Nurse Mason